# Gråkindad flugsnappare
Gråkindad flugsnappare (Cyornis poliogenys) är en tätting i familjen flugsnappare som förekommer i södra Asien.

## Utseende
Gråkindad flugsnappare är en medelstor till stor (15,5–18 cm) och rätt färglös olivbrun flugsnappare. Nominatformen har gråaktig huvud, tydligt avgränsad gräddvit strupe och gräddorange bröst och flanker. Fåglar i Östra Ghats (vernayi) är lik hona indisk flugsnappare men har en tunn ögonring, ljusare skäraktiga ben och mer enfärgat, ljusare orange undersida.

## Utbredning och systematik
Gråkindad flugsnappare delas in i fyra underarter med följande utbredning:
- Cyornis poliogenys poliogenys – Himalaya, från centrala Nepal till nordöstra Indien, Bhutan och västra Myanmar.
- Cyornis poliogenys cachariensis – Assam i östra Himalaya till nordvästra Burma och nordvästra Yunnan i södra Kina.
- Cyornis poliogenys laurentei – sydöstra Yunnan i sydvästra Kina.
- Cyornis poliogenys vernayi – Östra Ghats i östra Indien, från norra Odisha till Andhra Pradesh.

Artgränsen mellan gråkindad flugsnappare och indisk flugsnappare är omdiskuterad. De två hybridiserar frekvent i östra Indien (Östra Ghats) och taxonet varnyi har nyligen konstaterats ha ett sådant hybridursprung.

## Status och hot
Arten har ett stort utbredningsområde och en stor population, men tros minska i antal till följd av habitatförstörelse, dock inte tillräckligt kraftigt för att den ska betraktas som hotad. Internationella naturvårdsunionen IUCN kategoriserar därför arten som livskraftig (LC). Världspopulationen har inte uppskattats men den beskrivs som ganska vanlig eller lokalt vanlig, men ovanlig i Bhutan och Myanmar.